# Cash App
（前称）是Square公司开发的移动支付服务，允许用户使用手机应用程序进行资金转账。截至2018年2月18日，该服务共拥有超过700万活跃用户。

## 历史
2015年3月，Square公司为企业引入了，其中包括个人、组织和企业所有者可以使用一个独特的用户名来发送和接收钱款，也就是所谓的。2018年1月起，支持比特币交易。

## 服务
这项服务允许用户通过其或电子邮件向另一个现金账户转账或发送收款请求。然后，用户可以选择在自动柜员机中使用其借记Visa卡（被称为）提取资金，或将其转至任何本地银行帐户。
是一种可定制的黑色卡。用户需要在App上签署他们的名字，然后签名将被打印到卡中并发送给用户。
还推出了他们独特的用户名，称为。它允许用户通过输入这样的用户名来转移资金和发送收款请求。
自2018年3月7日起，该App支持自动清算所系统直接存款。